# Nadlice
Nadlice (bis 1927 slowakisch auch „Najdlice“; ungarisch Nádlány – bis 1907 Nadlány) ist eine Gemeinde in der West-Mitte der Slowakei mit 584 Einwohnern (Stand 31. Dezember 2024), die zum Okres Partizánske, einem Teil des Trenčiansky kraj, gehört.

## Geographie

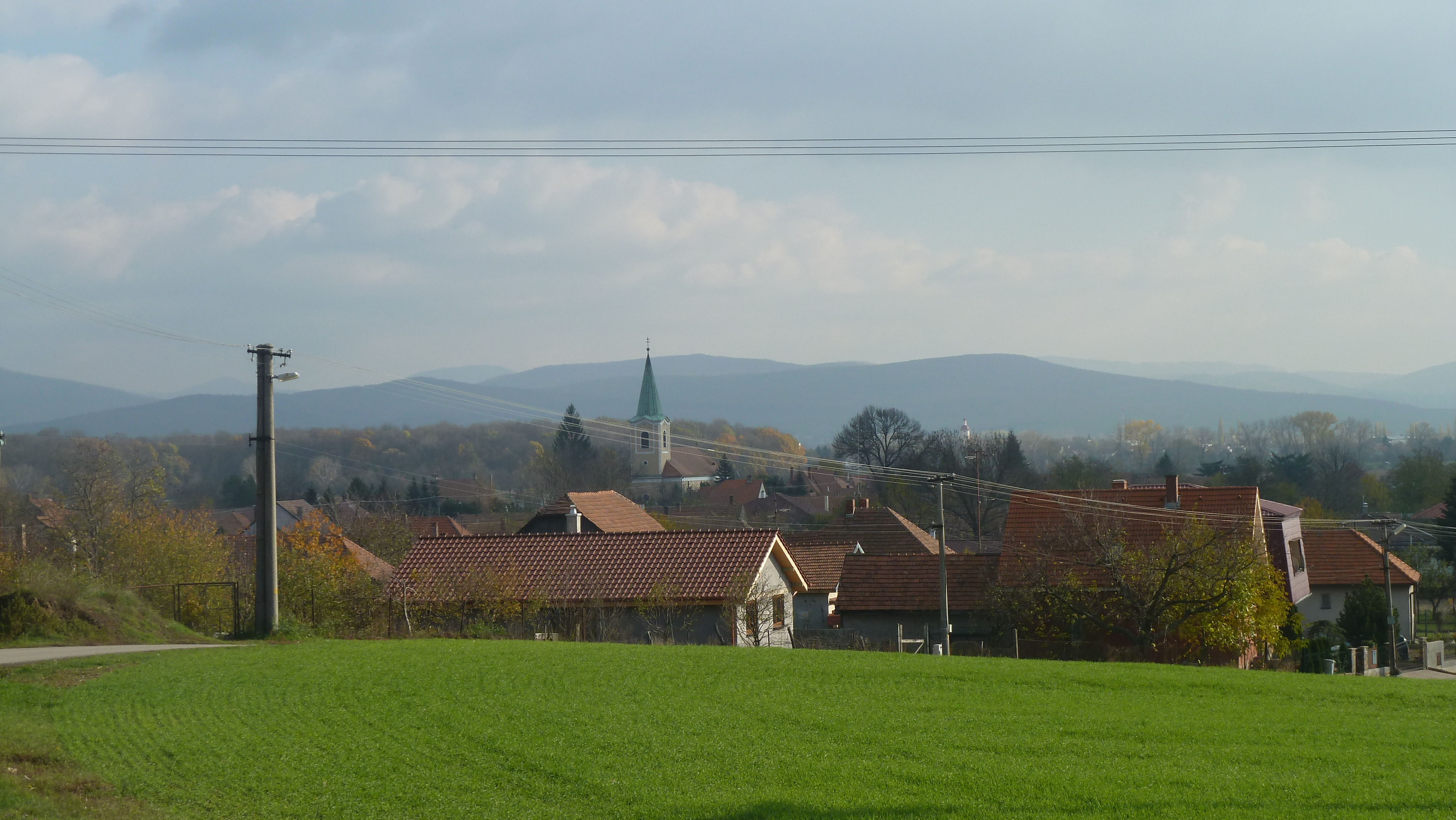
Nadlice

Die Gemeinde befindet sich im Mittelteil des Hügellands Nitrianska pahorkatina am rechten Ufer der unteren Bebrava. Das Ortszentrum liegt auf einer Höhe von 177 m n.m. und ist 10 Kilometer von Topoľčany sowie 11 Kilometer von Partizánske entfernt.
Nachbargemeinden sind Livina im Norden, Ostratice im Nordosten, Chynorany im Osten und Südosten, Rajčany im Süden und Westen und Livinské Opatovce im Nordwesten.

## Geschichte

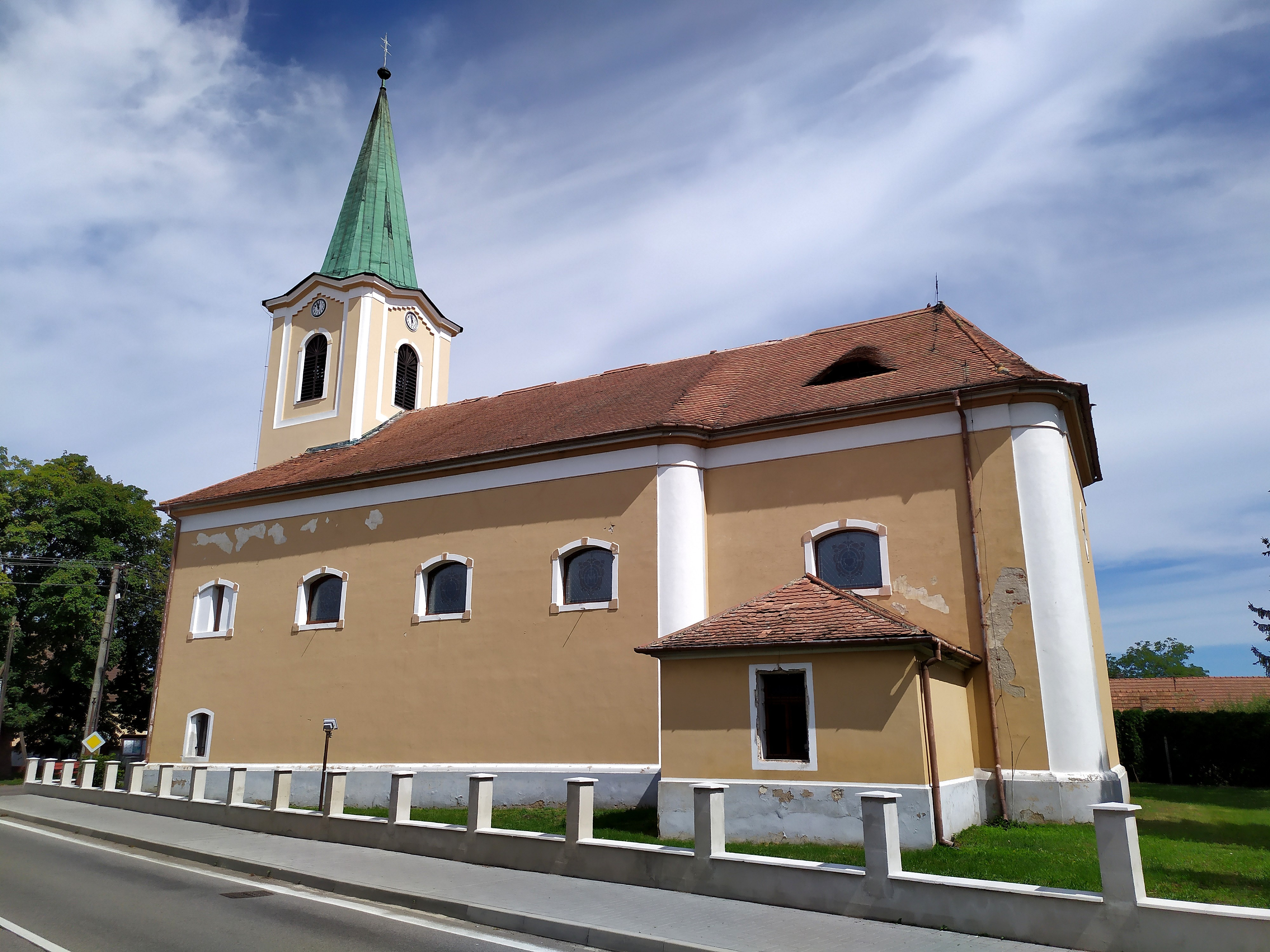
Kirche in Nadlice

Das Gemeindegebiet wurde in der Jungsteinzeit besiedelt, mit einer Siedlung der Lengyel-Kultur sowie Funden aus der Hallstattzeit.
Nadlice wurde zum ersten Mal 1113 als Nadlyan schriftlich erwähnt. Im Jahr 1344 war das Dorf Besitz eines gewissen Vörös und ab 1559 Gut des Geschlechts Apponyi. 1553 gab es 14 Porta in Nadlice, 1715 wohnten neun Haushalte hier, 1787 hatte die Ortschaft eine Mühle, 37 Häuser und 352 Einwohner, 1828 zählte man 54 Häuser und 377 Einwohner, die als Fuhrmänner und Landwirte beschäftigt waren. 1898 wurde im Ort eine Brennerei gegründet, dazu gab es eine Baumschule.
Bis 1918 gehörte der im Komitat Neutra liegende Ort zum Königreich Ungarn und kam danach zur Tschechoslowakei beziehungsweise heute Slowakei.

## Bevölkerung
| Jahr                | 1994 | 2004    | 2014 | 2024    |
| ------------------- | ---- | ------- | ---- | ------- |
| Anzahl der Personen | 619  | 639     | 639  | 584     |
| Unterschied         |      | +3,23 % | +0 % | −8,60 % |

| Jahr                | 2023 | 2024    |
| ------------------- | ---- | ------- |
| Anzahl der Personen | 593  | 584     |
| Unterschied         |      | −1,51 % |

Gemäß der Volkszählung 2011 wohnten in Nadlice 624 Einwohner, davon 611 Slowaken sowie jeweils ein Mährer, Pole und Tscheche. 10 Einwohner machten keine Angabe zur Ethnie.
566 Einwohner bekannten sich zur römisch-katholischen Kirche, fünf Einwohner zu den Siebenten-Tags-Adventisten, jeweils ein Einwohner zur Evangelischen Kirche A. B., zur griechisch-katholischen Kirche und zur orthodoxen Kirche und ein Einwohner zu einer anderen Konfession. 23 Einwohner waren konfessionslos und bei 26 Einwohnern wurde die Konfession nicht ermittelt.

## Bauwerke und Denkmäler
- römisch-katholische Kirche Unbefleckte Empfängnis Mariä im Barockstil aus dem 18. Jahrhundert

## Söhne und Töchter der Gemeinde
- Dezider Kardoš (1914–1991), Komponist